# Tartrazine
« E102 » redirige ici. Pour les autres significations, voir E102 (homonymie).
La tartrazine est un colorant azoïque jaune (E102) de synthèse.

## Structure et propriétés
La tartrazine est un composé azoïque. C'est une poudre orange très soluble dans l'eau. Sa formule brute est : C16H9N4Na3O9S2 et sa masse molaire 534,36 g/mol. La tartrazine fond à 350 °C.

## Toxicité
Les risques ainsi que les effets secondaires liés à l'utilisation sont : hyperactivité, rhinites, troubles de la vue, et pourrait être cancérigène, avec effets mutagènes et tératogènes[réf. nécessaire]. Elle représente un facteur d'irritabilité et du trouble du sommeil chez l'enfant. Elle présente des risques d'urticaire, d'asthme et une sensibilité lorsqu'elle est croisée avec de l'aspirine.
À la suite d'une nouvelle étude réalisée en Septembre 2007 à l'université de Southampton au sujet des effets de certains colorants alimentaires sur le comportement des enfants, le parlement européen a décidé que tout aliment contenant l'un des colorants concernés :
E102, E104, E110, E122 ou E124 doit mentionner sur l'emballage la phrase suivante,, :

« Peut causer des troubles de l'attention et du comportement chez les enfants. »

En association avec les benzoates (E210-E215), la tartrazine serait impliquée dans un grand pourcentage des cas de trouble du déficit de l'attention avec ou sans hyperactivité (TDAH ou ADHD),.
La tartrazine pourrait jouer un rôle dans un faible pourcentage de maladies lupiques,.

## Utilisations
La tartrazine est utilisée comme colorant alimentaire de couleur jaune, et aussi comme colorant dans les produits cosmétiques. Elle peut aussi servir à colorer l'alcool dénaturé médical pour indiquer que celui-ci est impropre à la consommation.
Elle est classée sous différentes appellations suivant son usage :
- CI 19140 en tant que colorant des produits cosmétiques ;
- Yellow 5 aux États-Unis[15] (donc « FD&C Jaune no 5 » sur les importations vers le Canada) ;
- E102 en Europe comme colorant alimentaire[16].

### Autorisée
En Algérie, très utilisée dans la cuisine traditionnelle, elle est vendue comme ersatz de safran où de nombreux consommateurs la confondent avec le produit d'origine[réf. nécessaire].
En Espagne, elle est utilisée pour colorer les plats traditionnels tel que la paëlla[réf. nécessaire].
En France, elle est couramment utilisée dans les produits alimentaires (chips, corn flakes, muesli, soupes instantanées, pickles et/ou moutardes).
En Suisse, elle est autorisée bien qu'une motion ait été proposée pour l'interdire en 2008

### Interdite
La tartrazine est un additif interdit en Autriche, Finlande, Norvège et Tunisie.